# Хомутецький парк
Хомуте́цький парк — парк-пам'ятка садово-паркового мистецтва загальнодержавного значення в Україні. Розташована в Миргородському районі Полтавської області, в селі Хомутці, що на північний схід від міста Миргорода.

## Історія
У XVIII столітті в селі Хомутець, яке належало родині Апостолів, була побудована садиба в стилі бароко, а довкола неї розпланований сад бароко з оранжереєю. Рештки первісного розпланування збереглися посеред сучасного пейзажного парку.
На початку XIX століття маєток перейшов у володіння нащадка Данила Апостола по жіночій лінії, письменника, історика та дипломата Івана Муравйова-Апостола. Він мешкав у Хомутці з 1806 року, і саме за нього було перебудовано палац та переплановано пейзажний парк навколо нього. За легендами, парк саджали його сини, у майбутньому — видатні діячі декабристського руху — Матвій, Сергій та Іполит.
Парк не може похизуватися набором видів рослин. Ростуть тут трьохсотрічні дуби, липи, клени, ясени, сосни, граби. Але основна його цінність — історична.
За переказами, в парку було посаджені два дуби, стовбури яких з'єднувалися воєдино і утворювали могутнє дерево. Це мало символізувати поєднання родів Апостолів і Муравйових. Ця унікальна пам'ятка до наших часів не дійшла — була знищена в роки Громадянської війни. Але залишилося багато інших історичних місцин в парку: тут бували Бестужев-Рюмін, Рилєєв, і, звичайно, брати Муравйови-Апостоли. Одним з улюблених місць декабристів були два островки серед невеличкого штучного озера. До них вів ажурний легкий місток, і тому поява когось непоміченим виключалася. На більшому з острівців під розкішними липами стояла «Альтанка друзів свободи». Липи на островах збереглися донині, але альтанки немає.
Найбільшою цінністю парку є дуб-трійця, посаджений Іваном Матвійовичем Муравйовим-Апостолом на честь своїх синів Сергія, Матвія та Іполита. До нашого часу збереглась елегія, написана батьком декабристів грецькою мовою, а потім перекладена на російську і українську:

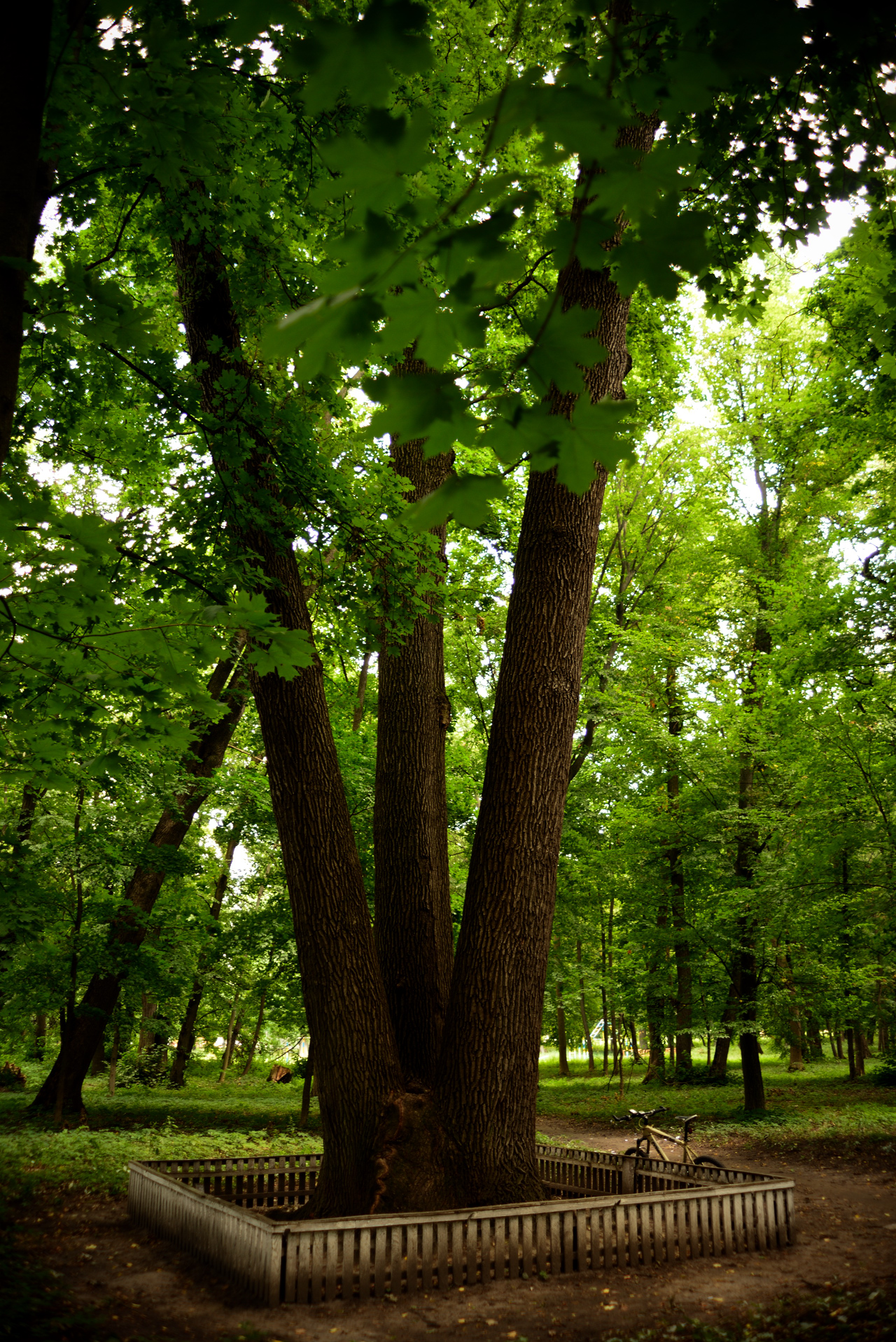
Дуб-трійця в Хомутецькому парку

|  | Коли я три лаври садив молоді — Три світлі веселки надій мені сяли. В щасливу їх долю я вірив тоді, І лаври мої розрослись, розцвітали... Була в них і свіжість, була і краса, Їх сплетені крони тяглись в небеса, Вони ні від кого не знали докору, Плекали снагу на розлогім крилі... Та лихо не спало... Сам Зевс — владар неба Вогонь свій на сад цей послав І трійцю лаврову — дарунок для Феба — Під корінь звалив, поламав, потоптав. І тих, ким пишатись могли не в одному сторіччі, — Забрали вогонь і вода, А красенів-лаврів сумний садівничій На коренях їхніх півмертвий рида... |

## Сучасний стан
Сьогодні Хомутецький парк — один з чотирьох на Полтавщині парків-пам'яток садово-паркового мистецтва загальнодержавного значення. Статус оголошено постановою Ради Міністрів УРСР від 29.01.1960 № 105 «Про затвердження списку найвизначніших парків-пам'ятників садово-паркової архітектури Української РСР» як пам'ятку природи республіканського значення. Постановою колегії Держкомітету Ради Міністрів УРСР по охороні природи від 26.07.1972 № 22 «Про віднесення пам'яток природи республіканського значення до категорії заповідних парків-пам'яток садово-паркового мистецтва згідно нової класифікації» змінено категорію, перезатверджений постановою Держкомітету УРСР з екології і раціонального природокористування від 30.08.1990 № 18.
Загальна площа парку — 77 га. У парку росте понад 20 видів і форм дерев та чагарників. Основа парку — природна діброва, в якій переважають трьохсотрічні дуби і липи. Цікавою ботанічною пам'яткою є дуб черешчатий — дуб-трійця, який був посаджений Муравйовим-Апостолом. Трапляються в парку також граб і береза, сосна, тополя. Серед чагарників зростають види глоду, шипшини, ліщина звичайна. Є багато і так званих «лісових бур'янів»: гравілат міський, кропива дводомна, чистотіл лісовий, підмаренник чіпкий, кінський часник.
Парк спланований у регулярному і ландшафтному стилях. Регулярна частина парку з доріжкою, яка обсаджена липою серцелистою і кленом гостролистим, розташована з боку головного фасаду. Особливо мальовничий ставок, який займає 2 гектари території парку. Його береги поросли рогозом вузьколистим і ряскою. Частина земель парку була відведена під сад, плодові дерева якого збереглися донині. Це яблуня, груша, слива, абрикоси. Паркові насадження поступово переходять в ліс і заплавні луки (річок Хомутця і Хоролу), які оточують садибу.
Багатий своїм різноманіттям тваринний світ парку. Тут проживає 154 види наземних хребетних, три з яких занесені до Червоної книги України, 2 відносяться до Європейського червоного списку, 2 регіонально рідкісні. У Хомутецькому парку багато птахів — близько 10 видів. Тут гніздяться крутиголовка, дятел, вивільга, сойка, сорока звичайна, синиця блакитна, повзик, соловейко східний, дрозди. Зрідка можна побачити горлицю, одуда. Одиночними особинами трапляються яструб великий, сова вухата, берестянка звичайна і славка садова.
Висока історико-культурна цінність парку. В одному з приміщень палацу, розташованого на території парку, міститься присвячена декабристам частина експозиції Хомутецького історичного музею. Парк захаращений і мало доглянутий, частка території відведена під училищний стадіон ветеринарного ліцею. Колишній палац — у напіваварійному стані, потребує ремонту і ревіталізації.

## Галерея

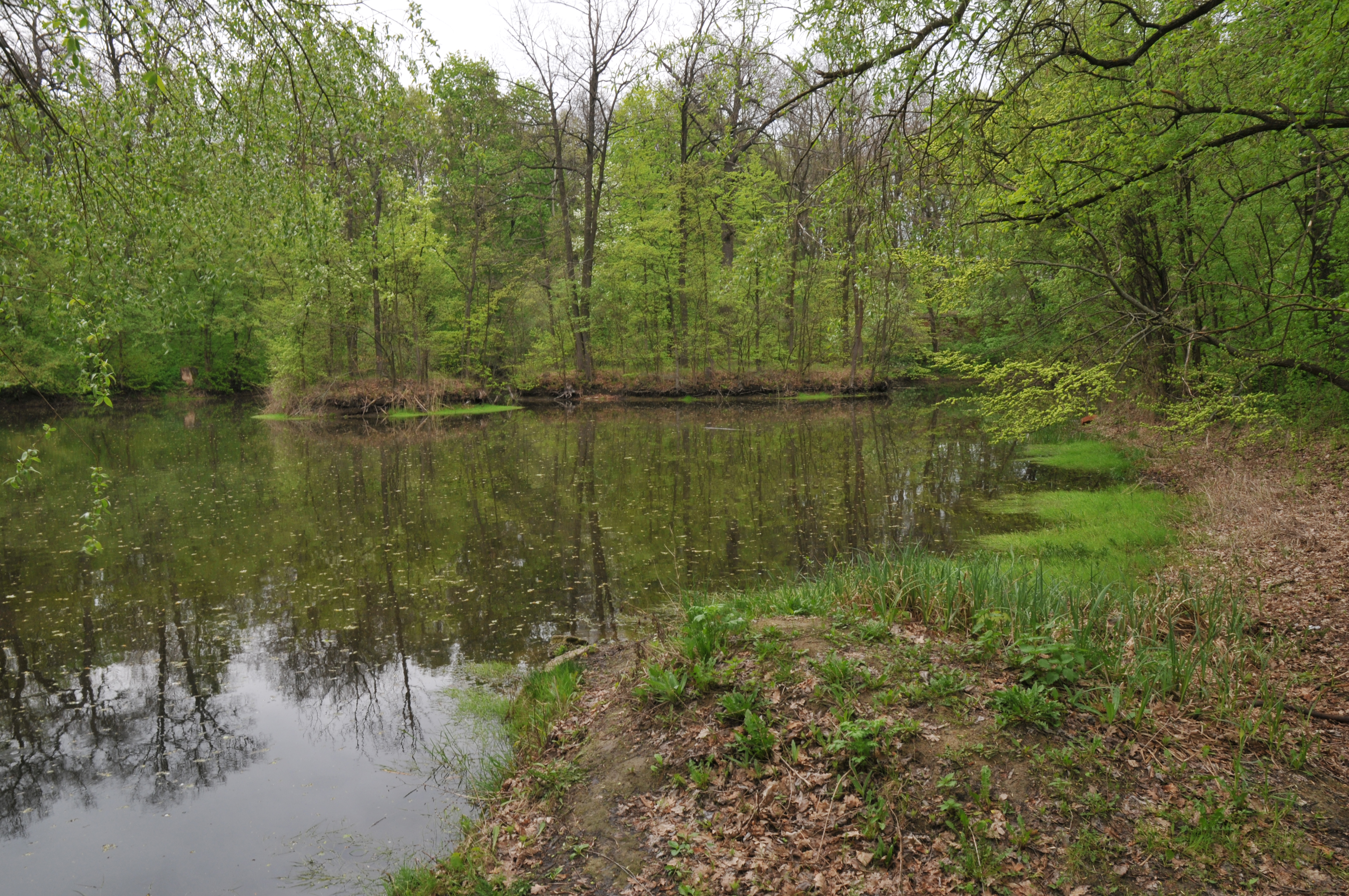
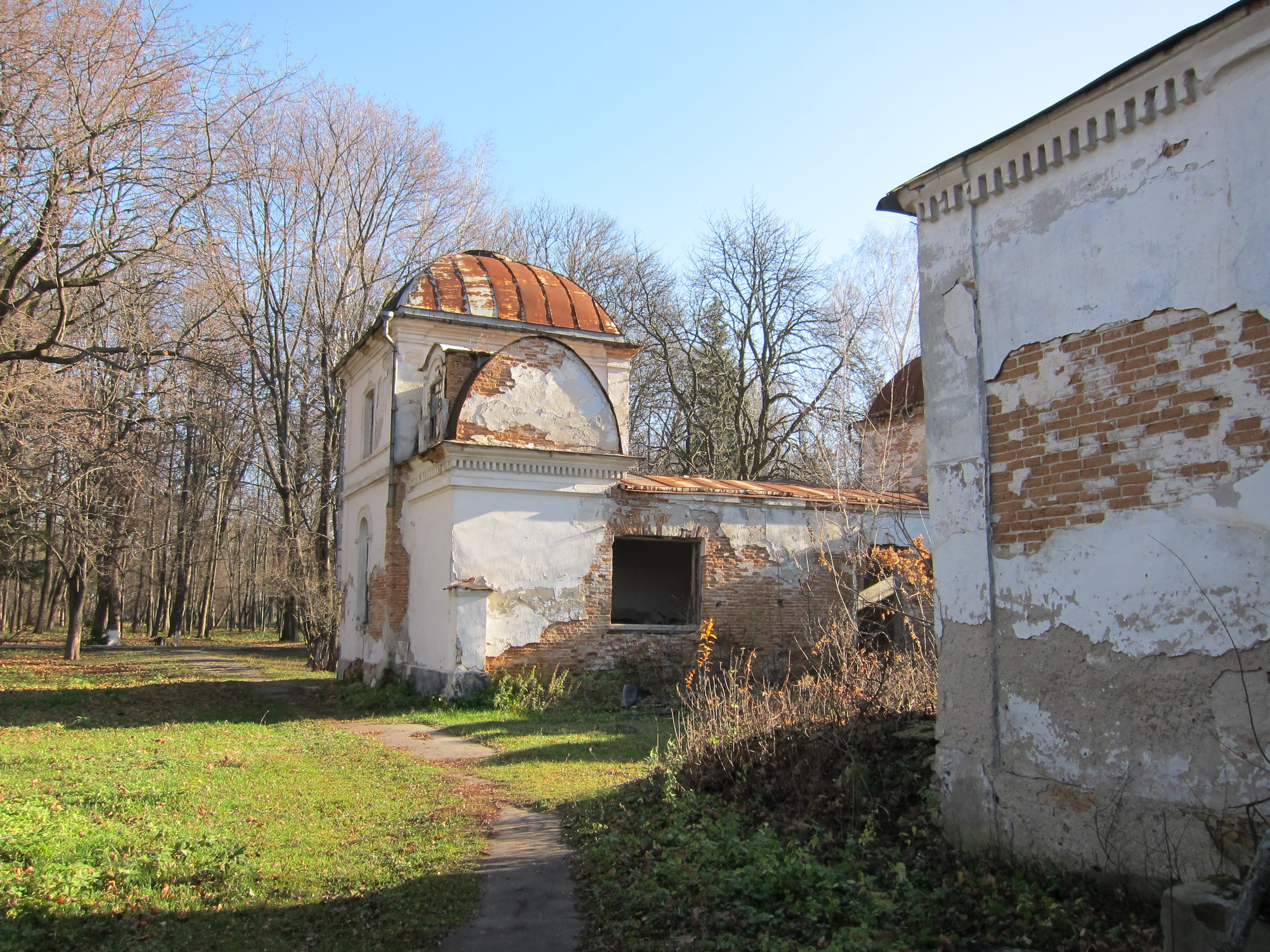
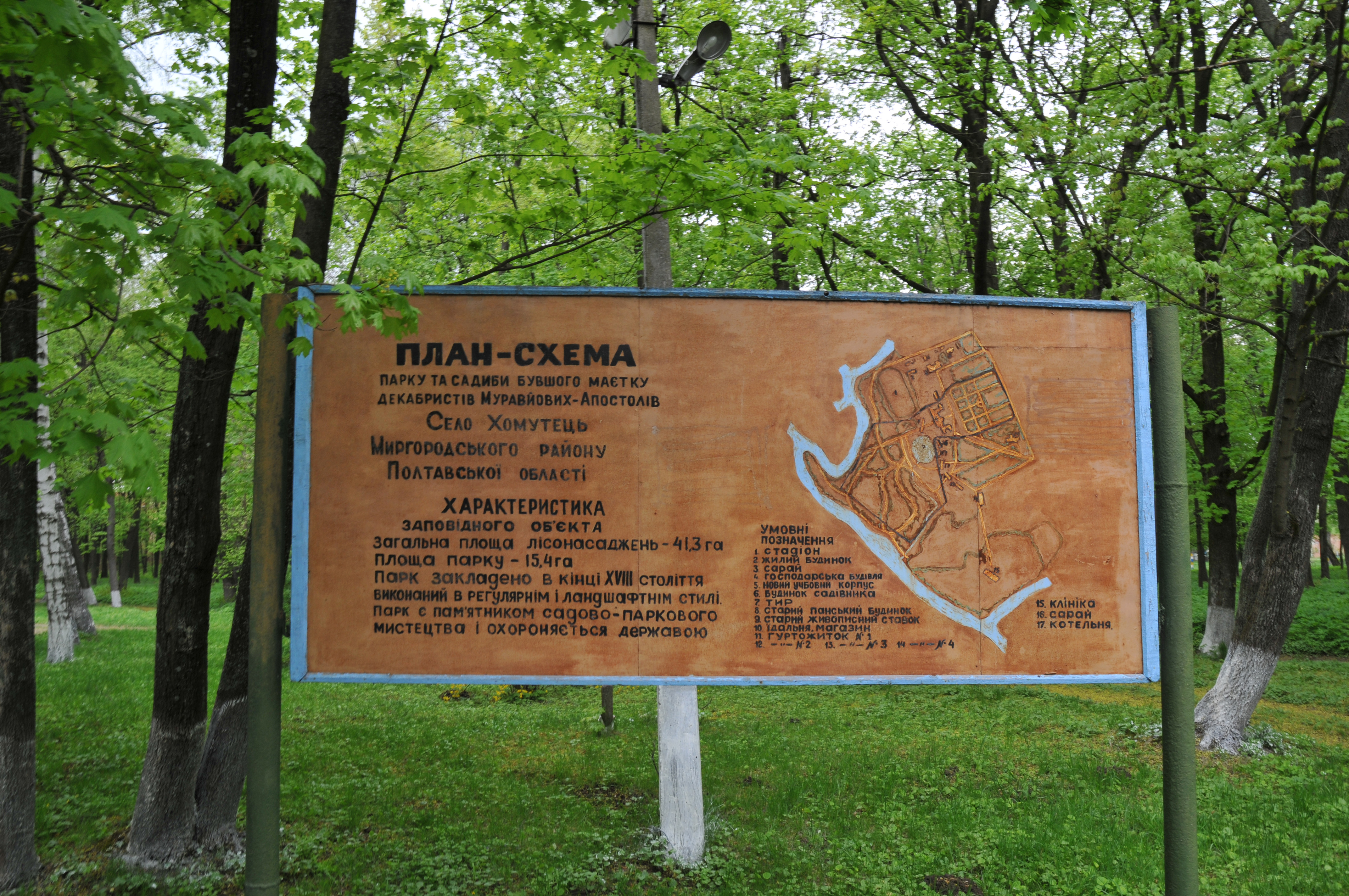
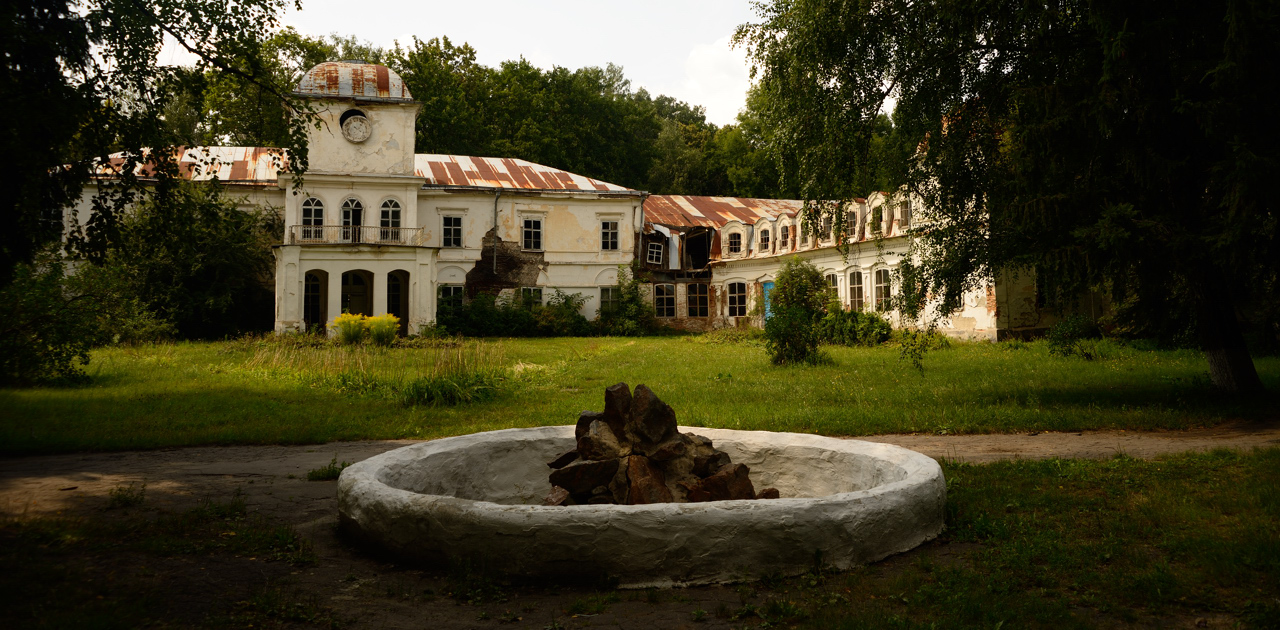
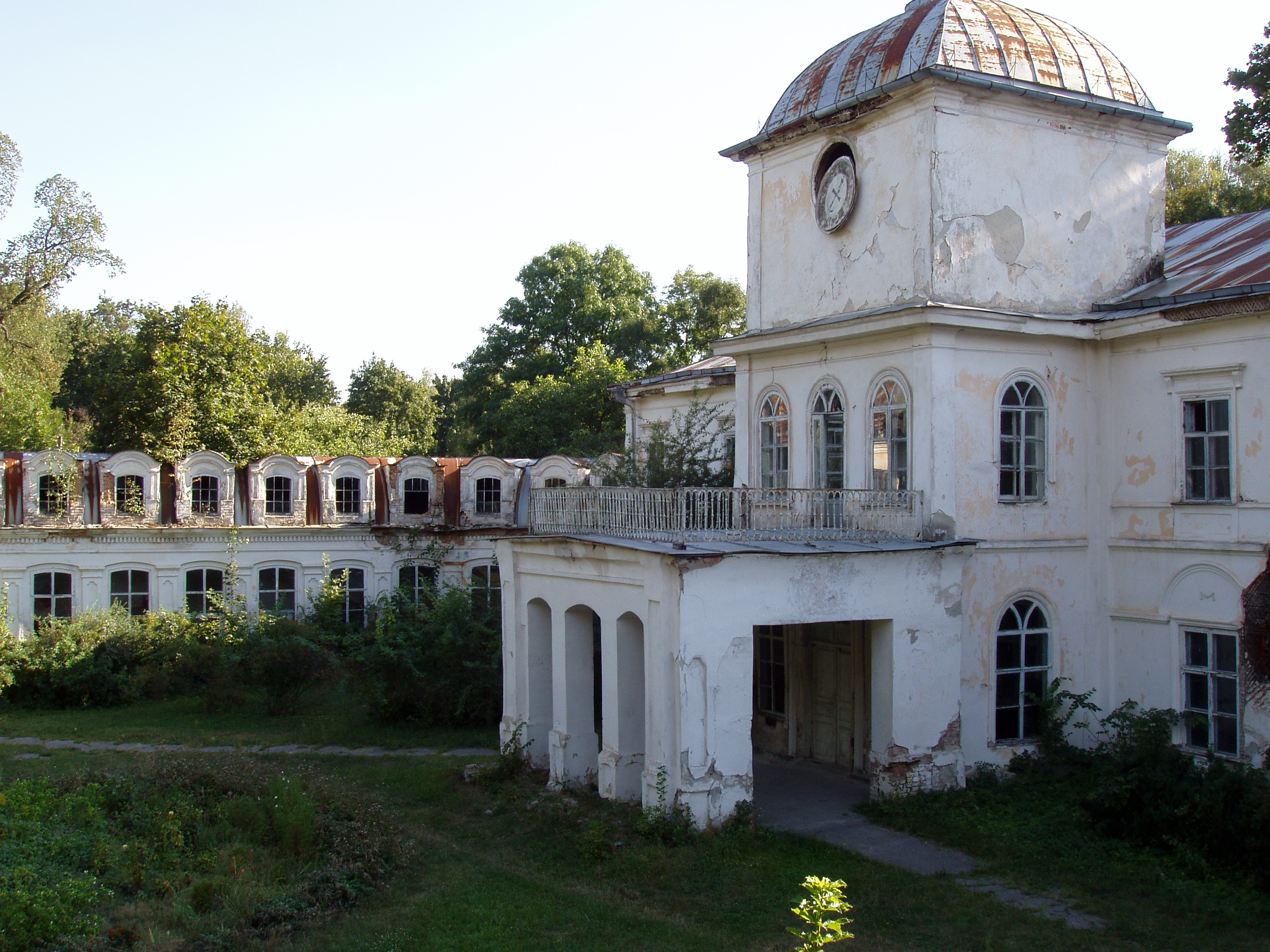